# سمكة المهرج المارونية
سمكة المهرج المارونية (الإسم العلمي:Premnas biaculeatus)، هو نوع من الأسماك يتبع فصيلة البوماسنتريدي من رتبة الفرخيات. يستوطن المحيط الهندي والمحيط الهادي. ويتغذى على الطحالب والعوالق الحيوانية.

## معرض صور

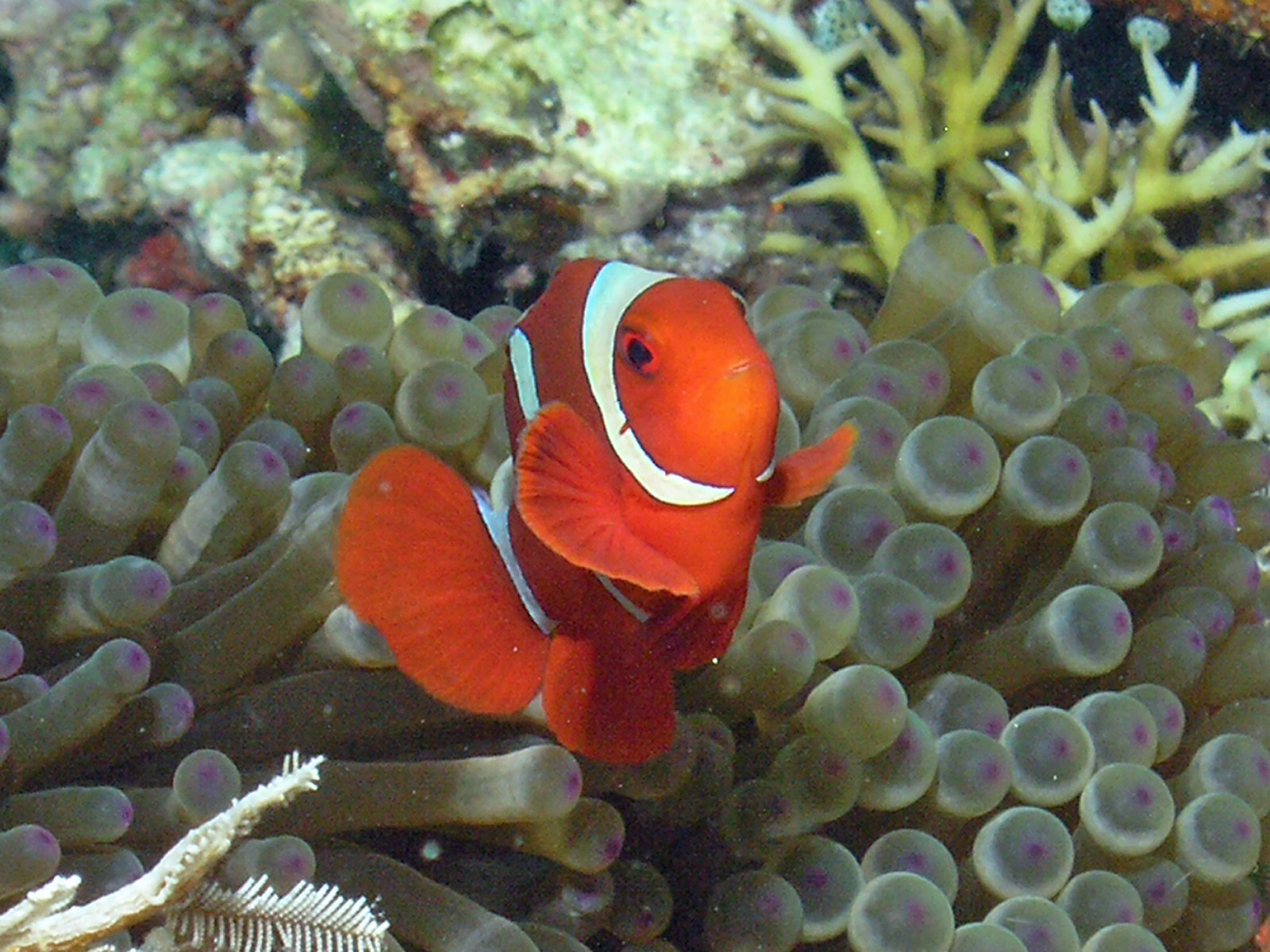
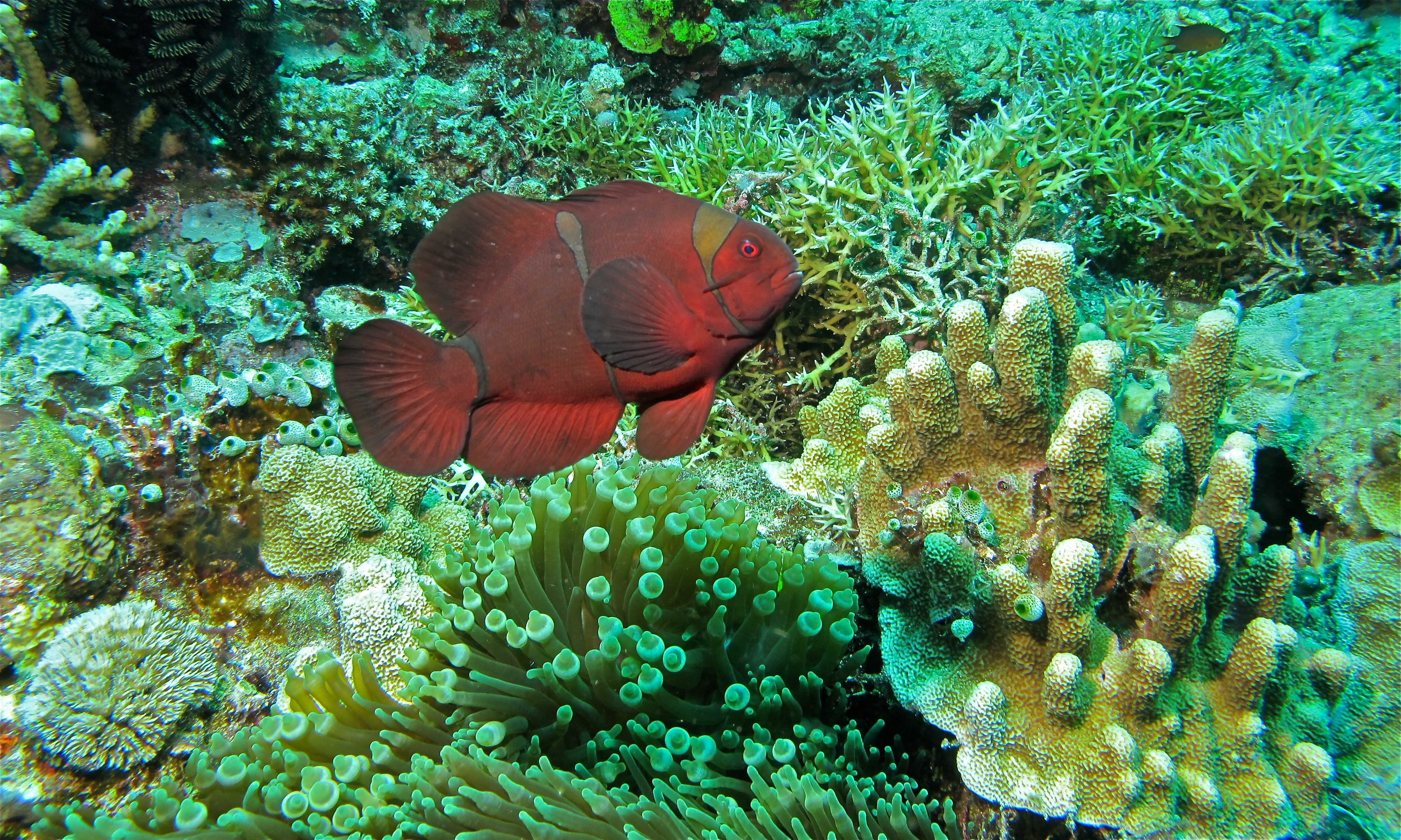
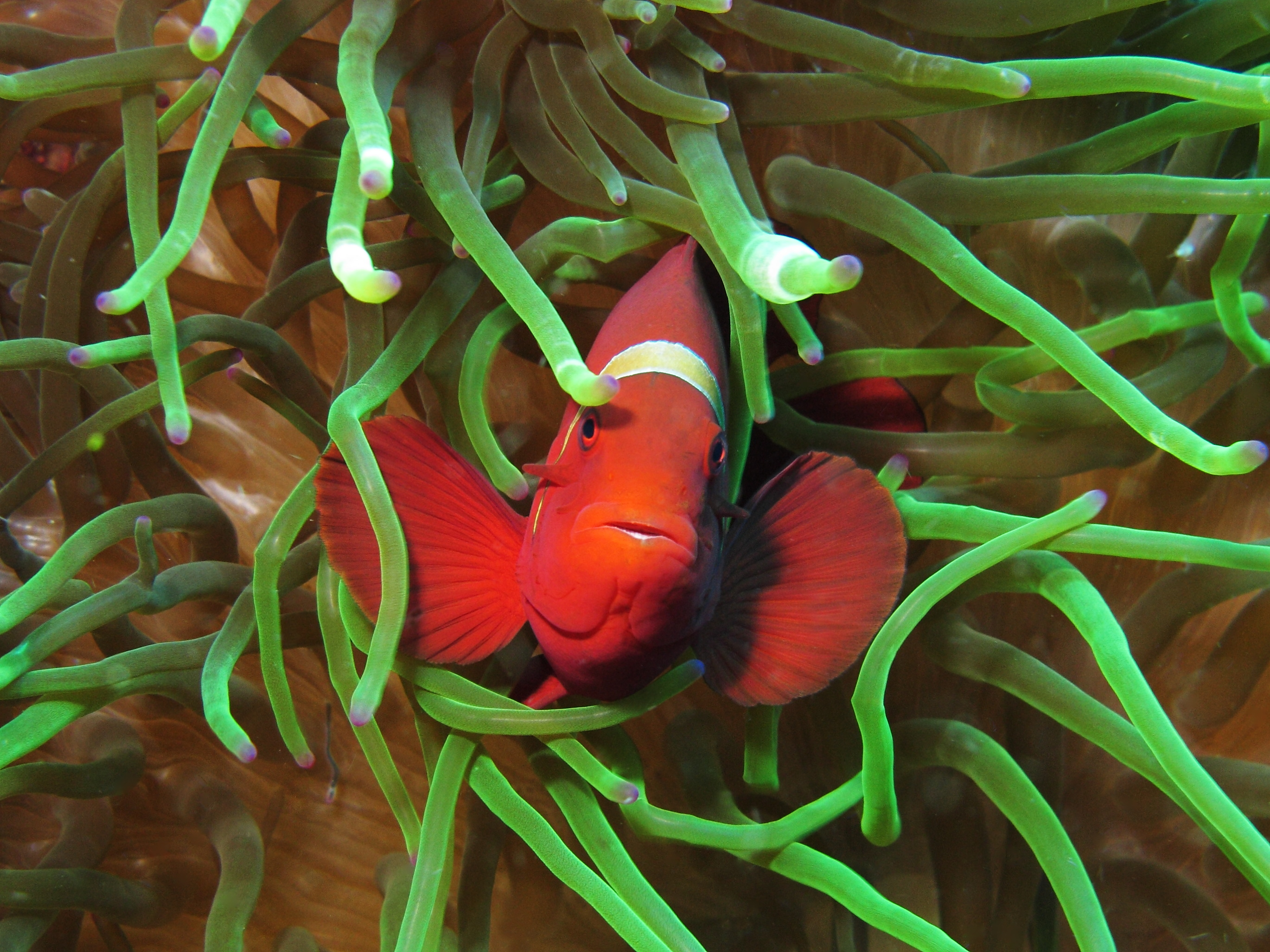
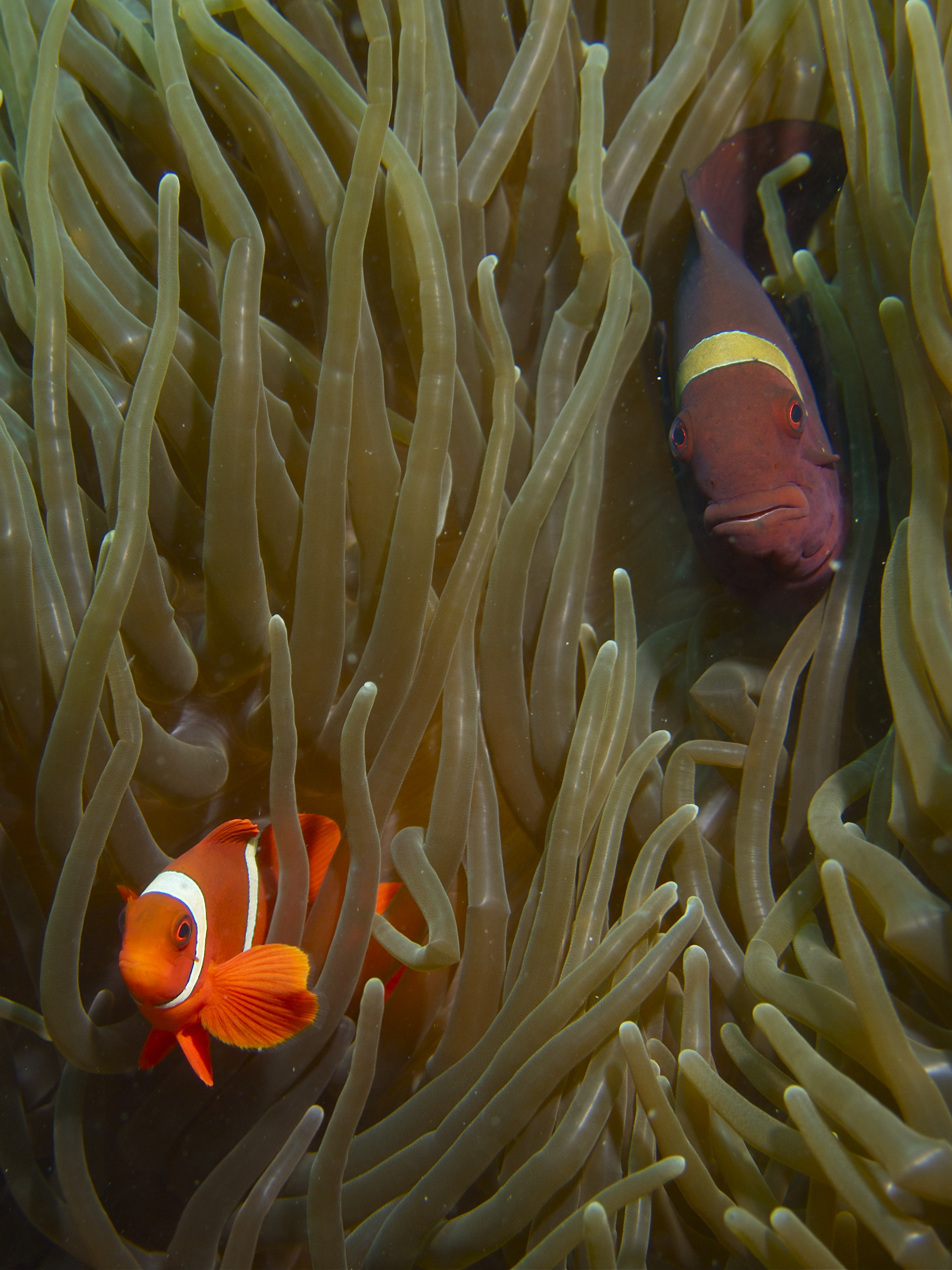